# Театр на Покровці
Російський державний «Театр на Покровці» (рос. Российский государственный «Театр на Покровке»)  — драматичний театр у Москві.

## Історія
Театр на Покровці відкрився у вересні 1991 року. Засновником та першим художнім керівником був Сергій Арцибашев. 
Прем'єрною виставою стала п'єса Антона Чехова «Три сестри». З цього часу в репертуарі театру представлена російська класика, Островський, Чехов, Тургенєв, Пушкін, Грибоєдов, Лєсков, Толстой, у сучасному прочитанні.
У липні 2015 року Сергій Арцибашев помер, а з жовтня того ж року головним режисером театру був призначений Геннадій Шапошников.

## Призи та нагороди
Постановки театру відзначалися призами російських та міжнародних фестивалів:
- Гран-прі Каїрського фестивалю за «Місяць у селі» Івана Тургенєва;
- Фестиваль «Російська комедія» — призи за найкращий спектакль та найкращу режисуру;
- Фестиваль пам'яті Смоктуновського — приз за найкращу режисуру у виставі «Ревізор» Миколи Гоголя;
- Фестивалю «Росії перша любов» — призи за найкращий спектакль, найкращу чоловічу роль у виставі «Карантин» за творами Олександра Пушкіна.
- Державна премія Росії за 1999 рік в області літератури і мистецтва за виставу «Одруження» за однойменною комедіє Миколи Гоголя.

## Актори
Відомі актори
- Жанна Еппле
- Ігор Костолевський

Трупа
- Ростислав Бершауер
- Олександр Борисов
- Олег Масленніков-Войтов
- Олег Пащенко
- Олександр Сухінін